# Erato
Nella mitologia greca Èrato (in Greco antico: Ἐρατώ; in Latino: Ĕrătō), figlia di Zeus e di Mnemosine, è una delle Muse, precisamente quella del canto corale e della poesia amorosa.
Viene raffigurata come una giovane, con una corona di mirti e di rose, con in una mano una lira e nell'altra il plettro, collocato vicino a lei c'è un amorino armato d'arco e di turcasso.
Il suo nome sembra significare "amabile" e deriverebbe da Eros, dando ascolto a quanto suggerisce Apollonio Rodio nella sua invocazione ad Erato che apre il III libro delle Argonautiche. Erato viene citata insieme alle altre Muse nella Teogonia di Esiodo e veniva invocata nel proemio di un poema ora perduto, la Radina, ricordato e brevemente citato da Strabone. La romantica storia di Radina, fece sì che la sua supposta tomba, che si trovava sull'isola di Samo, all'epoca di Pausania fosse meta del pellegrinaggio degli innamorati infelici. Erato fu rappresentata come una figura collegata all'amore anche nel Fedro di Platone Tuttavia, all'epoca in cui Apollonio scriveva, il III secolo a.C., le Muse non erano ancora viste come figure così strettamente legate ad una specifica arte come avvenne in seguito.
Secondo quanto tramandato da Isillo nel suo Inno ad Asclepio, Erato fu data in sposa da Zeus al mortale Malo, e con lui generò Cleofema.

## Galleria d'immagini

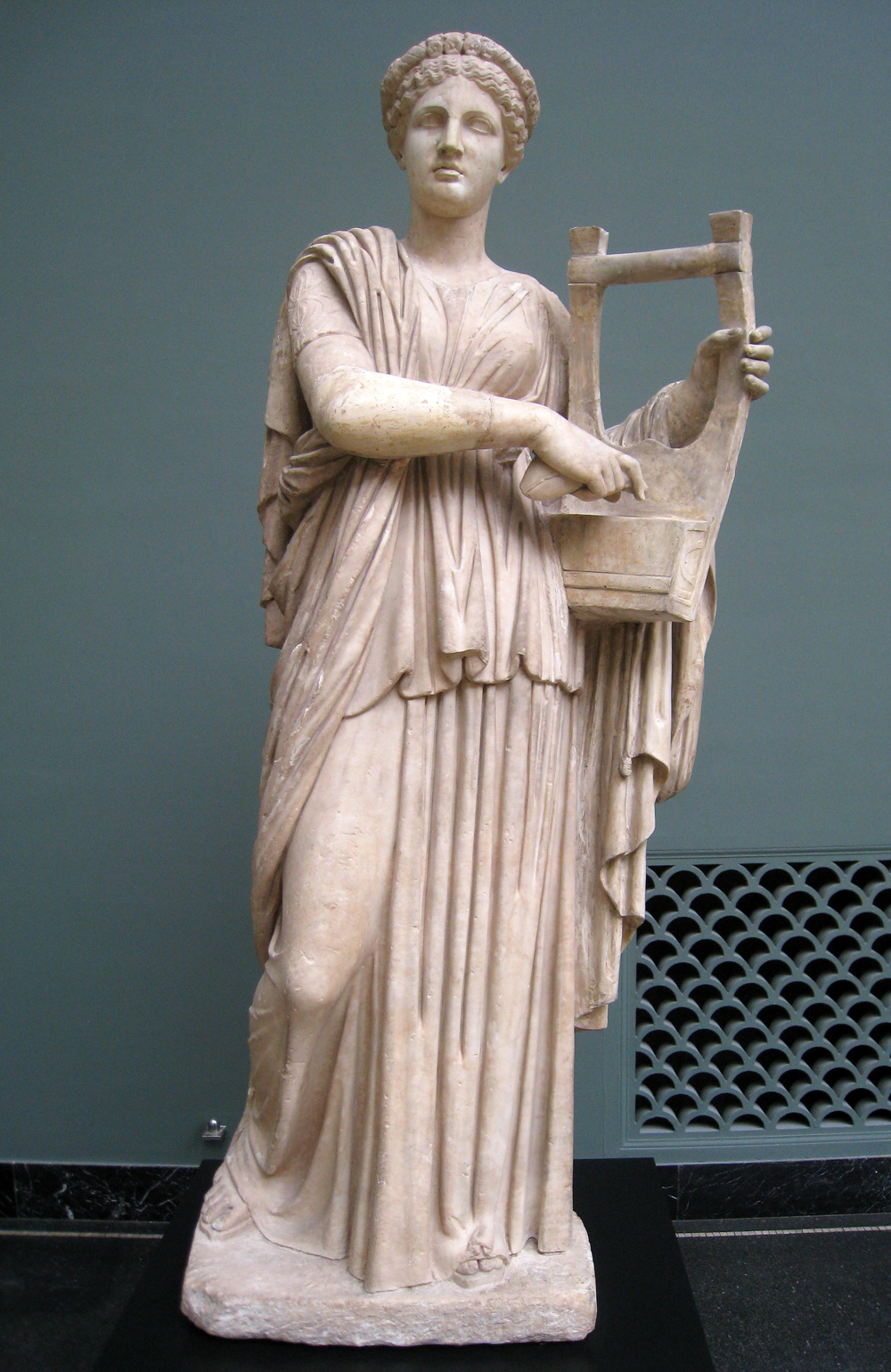
Erato, Monte Calvo.
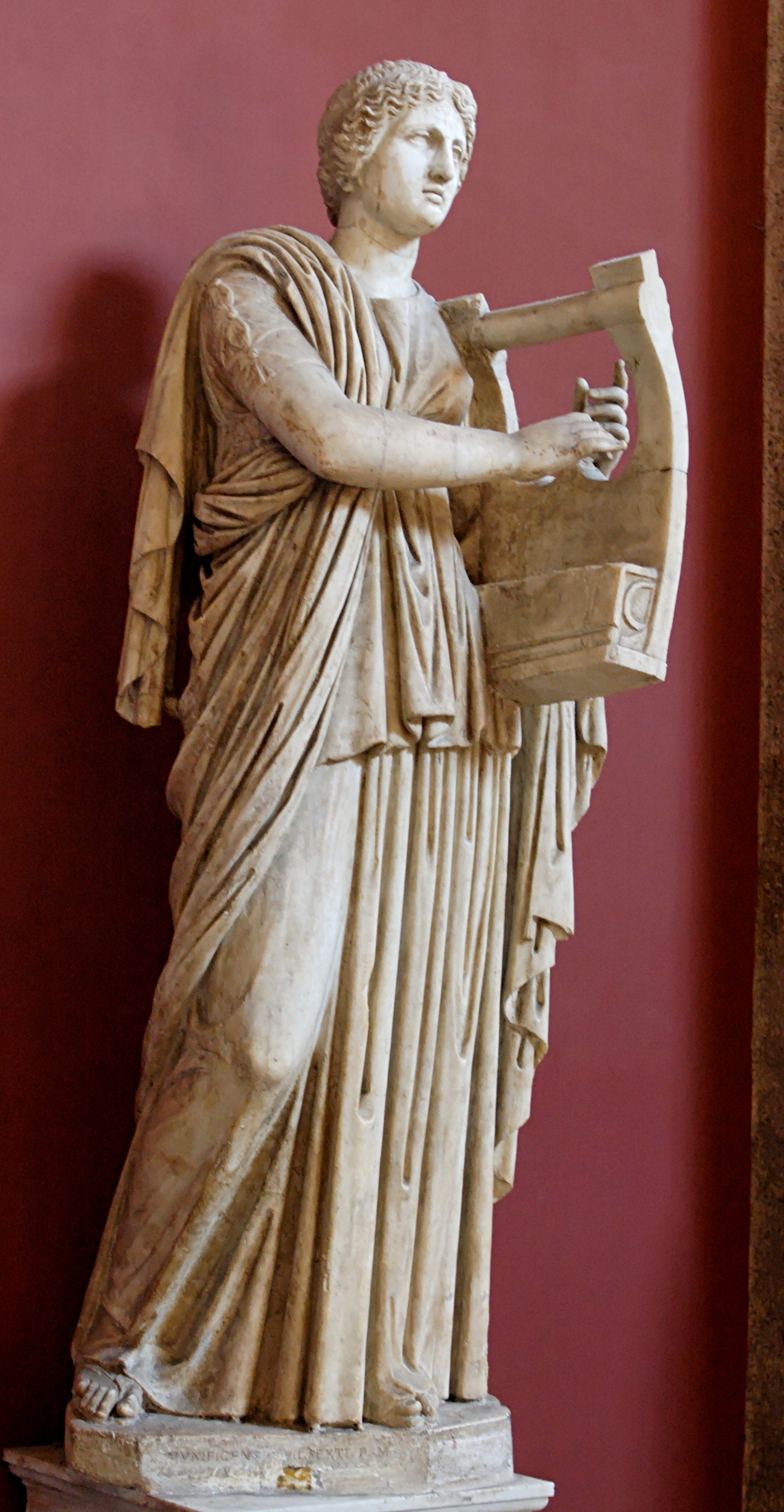
Erato, Museo Pio-Clementino.
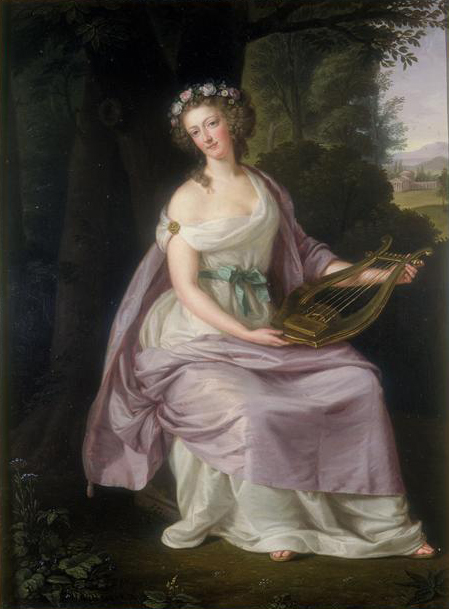
Maria Antonietta in veste di Erato.
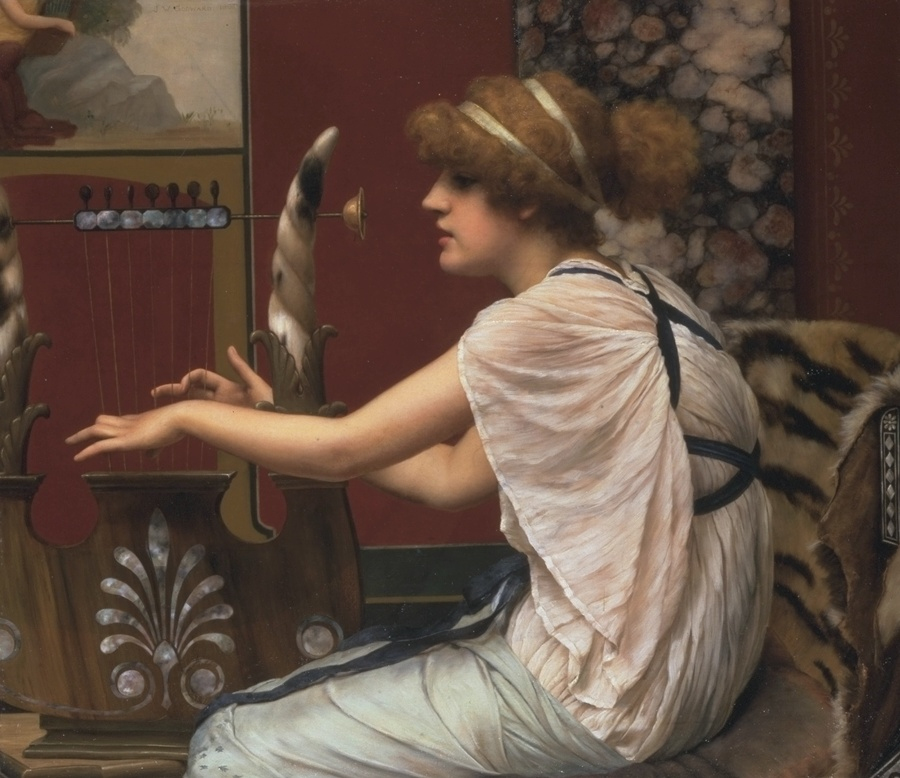
Erato, dipinto di John William Godward.